# U.S. Route 195
La U.S. Route 195 (US 195) est une US Route auxiliaire de la US 95 se trouvant en Idaho et dans l'État de Washington. Elle relie le nord de Lewiston, Idaho à Spokane, Washington. Mis à part pour ses terminus, la US 195 ne rencontre aucune US Route ou Interstate sur son parcours, que des routes d'état. 

## Description du tracé

### Idaho
La route parcourt moins d'un kilomètre en Idaho (0,60 mi). Elle débute à la jonction avec la US 95 au nord de Lewiston et atteint la frontière de l'État de Washington.

### Washington
La route entre dans l'État de Washington et se dirige vers le nord-ouest. Elle passe par Uniontown, Colton, Pullman et Colfax avant de bifurquer vers le nord. Elle passe par Rosalia et Spangle avant d'atteindre Spokane. La route prend fin dans la ville à la jonction avec l'I-90 / US 2 / US 395.

## Intersections majeures
Idaho
 US 95 près de Lewiston
Washington
 I-90 / US 2 / US 395 à Spokane